# 元朗警署

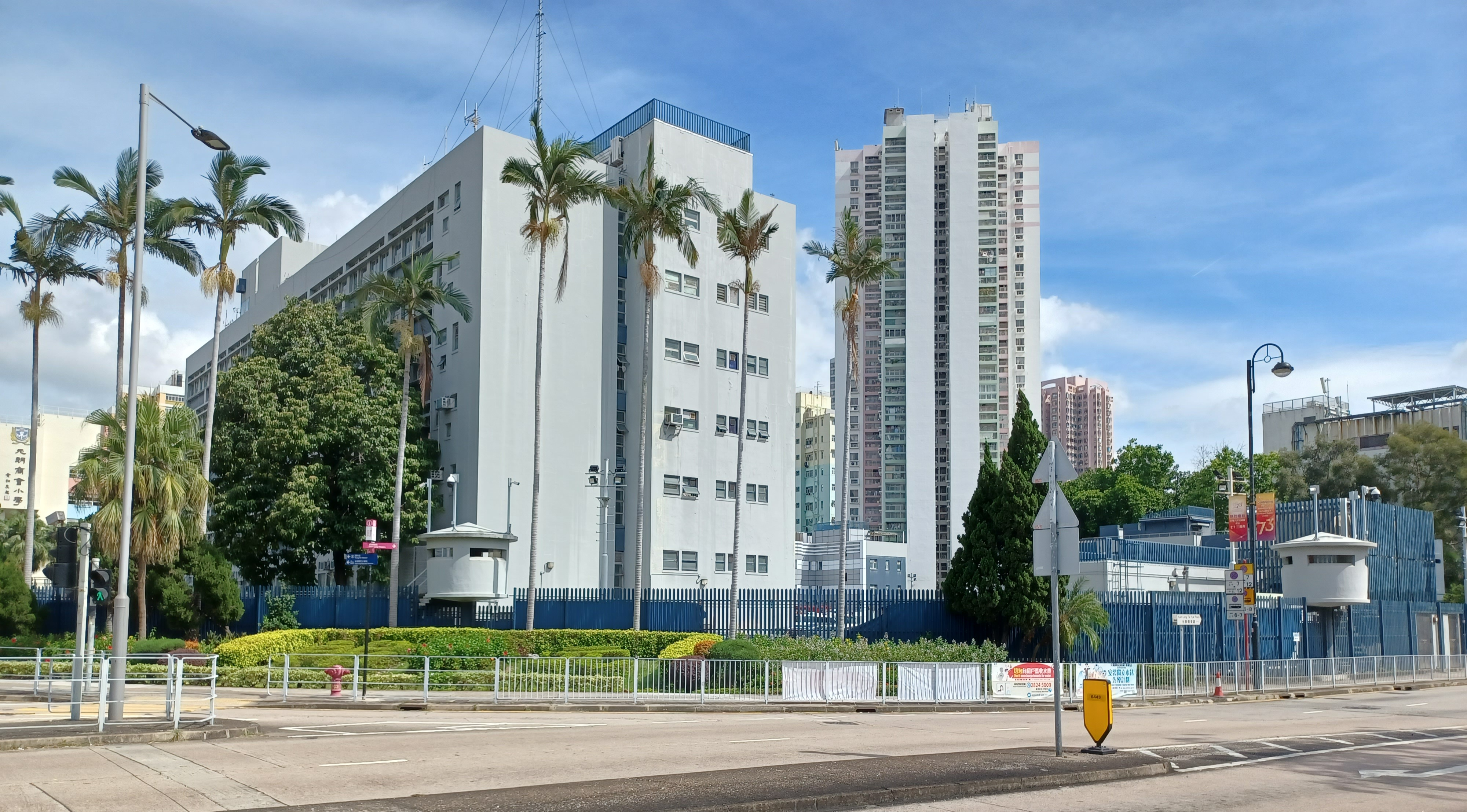
元朗警署

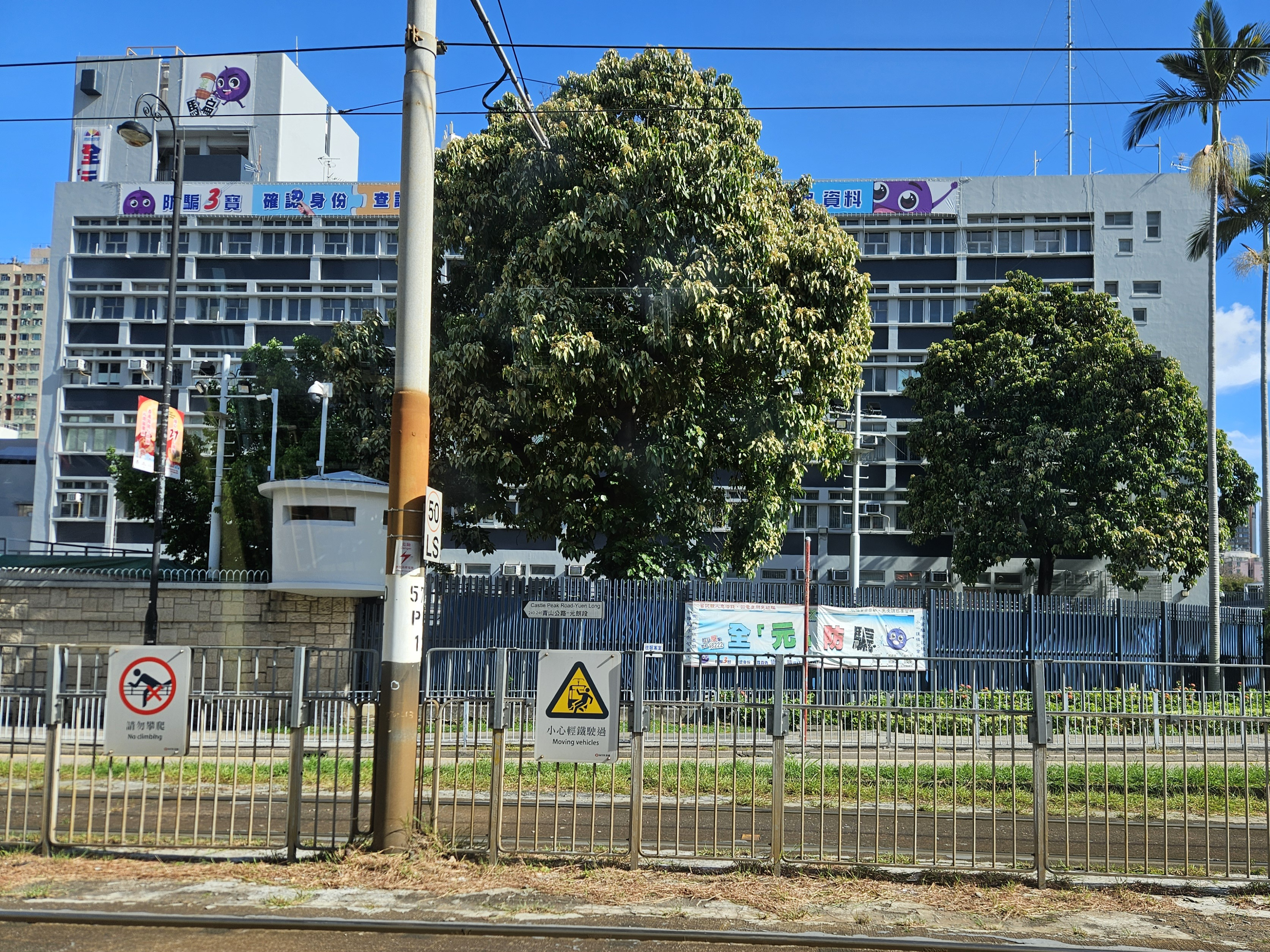
元朗警署

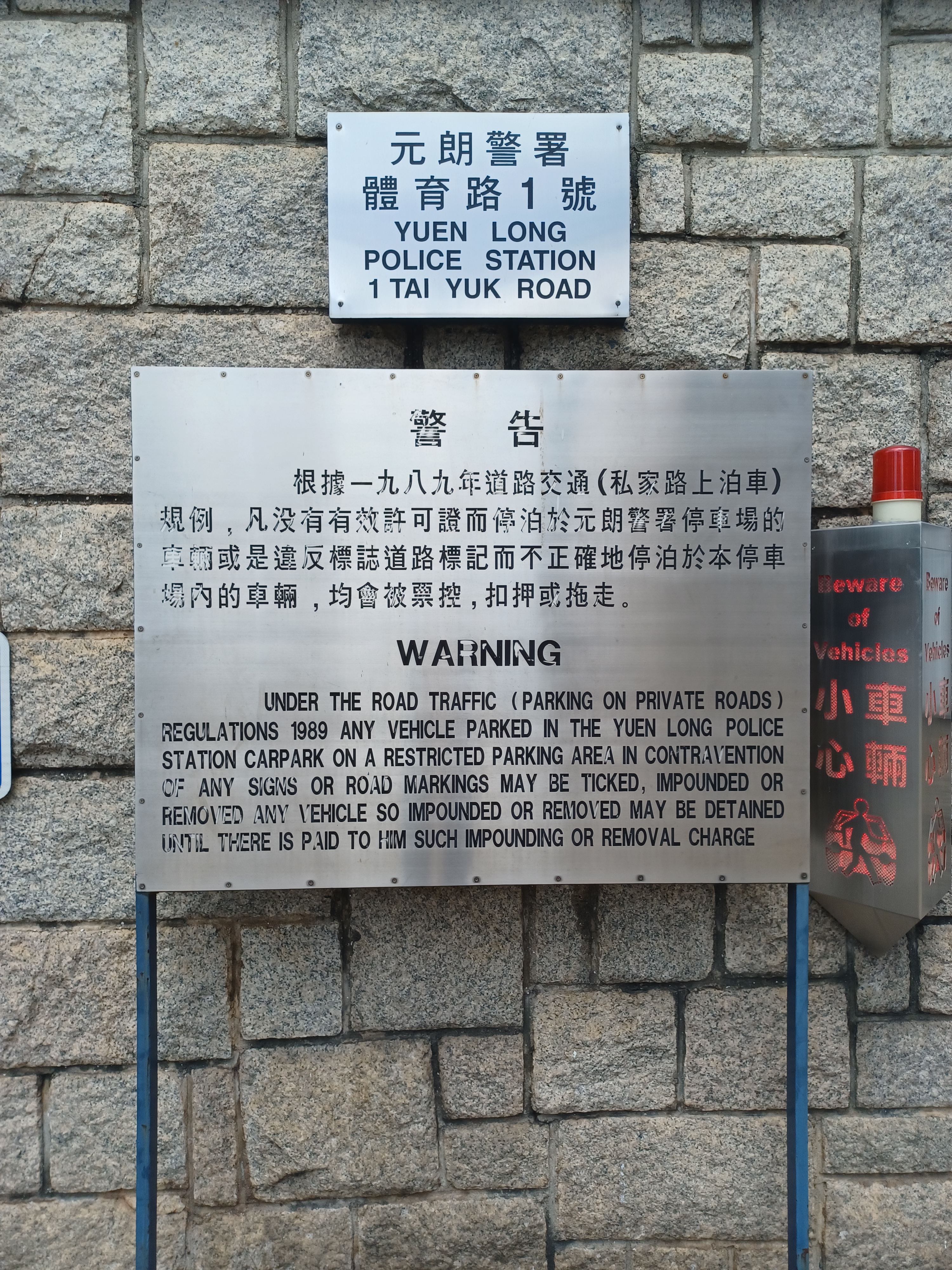
元朗警署門牌

元朗分區警署（英語：Yuen Long Divisional Police Station）簡稱元朗警署，是香港警務處新界北總區元朗警區的分區警署，位於香港新界元朗元朗大馬路246號。

## 歷史
為了改善新界，特別是元朗一帶的治安，警務處處長伊輔於1963年籌備興建元朗警察總部，以取代舊有的屏山警署。1965年10月20日，伊輔主持元朗警察總部揭幕儀式，元朗警察總部為當時新界總區區內規模最龐大的新式警署，並且統率其下轄的沙田、大埔、八鄉、屏山、流浮山和船灣各區的警署。

## 元朗襲擊事件中被指阻止市民報案
2019年反送中運動期間的七二一事件中，天水圍警署與元朗警署在市民被大批白衣人襲擊期間無故落閘阻止市民報案，成為日後市民質問焦點。

### 經過
市民在事發及襲擊期間都無法接通999熱線求助，即使接通但警方的回應是「驚就不要出街」（怕就不要到街上）。
警方於事發半小時後才姍姍來遲出現於西鐵站，警員離去後白衣人再度進站內襲擊市民。
到凌晨1時，大批市民不滿警方姑息動亂，自發至元朗警署和天水圍警署，而天水圍警署和元朗警署則落閘阻止市民尋求協助。天水圍警署警長陳雄傑一度在警署外與市民對話，並希望市民遠離現場。而市民要求警方立即至元朗平息動亂，而且未能解釋為何警方並未部署。至凌晨2時半，大部分示威者已離開現場。

## 鄰近地點

### 設施
- 水邊村遊樂場
- 元朗大球場
- 元朗游泳池
- 元朗劇院
- 元朗廣場
- 元朗民政事務處大樓
- 元朗賽馬會健康院
- 教育路
- 元朗大馬路

### 學校
- 元朗信義書院
- 元朗商會中學
- 元朗商會小學
- 趙聿修紀念中學
- 新界鄉議局元朗區中學

## 相關參見
- 差館
- 警區